# Финютин, Владимир Иванович
Владимир Иванович Финютин (14.08.1924, Сорочинск Оренбургская область — 08.07.2001, Актюбинск) — советский государственный и партийный деятель. Экономист

## Биография
Владимир Иванович Финютин родился 14 августа 1924 года в городе Сорочинск Оренбургской области.
Выпускник 1942 года ушел сразу после школьного выпускного, а в конце года отправлен на фронт. Воевал на центральном фронте в составе отдельной 115-й стрелковой бригады 65-й армии. Принимал участие в битве на Курской Дуге. Спустя 4 месяца был ранен, перенес несколько операций.
Поступил в Актюбинский строительный техникум. В апреле 1945-го защитил диплом. Возводил колхозы и моторно-тракторные станции.
Работал руководителем отдела строительства обкома партии.
В 1973 году назначен председателем Актюбинского горисполкома. Под его началом в Актобе начали строиться первые 9-этажные дома.
Работал начальником отдела строительства облсельхозуправления, в облисполкоме и в аппарате обкома партии. Был участником Ассамблеи народа Казахстана.

## Награды и звания
Награжден медалью «За отвагу» (март 1943), орденом «Отечественной войны первой степени», медалью «За победу над Германией».
Почетный гражданин Актобе, заслуженный деятель Актюбинской области и почетный гражданин Актюбинской области
Решением областного маслихата № 215 от 15 июля 2009 года присвоено звание «Почетный гражданин Актюбинской области»